# Вернер Шенк фон Флехтинген
Вернер Шенк фон Флехтинген (на немски: Werner Schenck von Flechtingen; † 1597) е благородник от род Шенк фон Флехтинген в Саксония-Анхалт.
Той е син на Керстен Шенк фон Флехтинген (* 1523; † 28 май 1571), господар на Флехтинген, Домерслебен и Дьонщедт, и съпругата му Катарина фон Бюлов-Гартов (1531 – 1575), дъщеря на Вико фон Бюлов-Гартов († 1546) и Маргарета фон Маренхолц († 1584). Внук е на Бервард Шенк фон Дьонщедт († ок. 1544), наследствен кемерер на Курмарк, и Хиполита фон Венкщерн (* пр. 1504). Брат е на Кристиан Шенк фон Флехтинген (* 1571), господар на Флехтинген и Дьонщет, женен за Мария Магдалена фон дер Шуленбург († 1637). Сестра му Анна Шенк фон Флехтинген († 1591) е омъжена за Абрахам фон Бисмарк-Кревезе-Шьонхаузен, († 1589), който е застрелян в Крумке от Даниел фон Редерн.

## Фамилия
Вернер Шенк фон Флехтинген се жени за Сабина фон Бредов († 1632), дъщеря на Йоахим фон Бредов (1539 – 1594) и Анна фон Арним (1546 – 1594). Те имат две дъщери:
- Катарина Шенк фон Флехтинген († сл. 1638), омъжена на 25 юни 1611 г. за Хенинг III фон дер Шуленбург (* 1587, Тангерн; † 1 септември 1637), син на фрайхер Даниел I фон дер Шуленбург (1538 – 1594)
- Маргарета Шенк фон Флехтинген (* 21 юни 1571; † 11 септември 1636), омъжена 1609 г. за фрайхер Матиас V фон дер Шуленбург (* 14 ноември 1578; † 17 януари 1656), брат на зет ѝ Хенинг III фон дер Шуленбург (1587 – 1637)